# Phytomyza japonica
Phytomyza japonica este o specie de muște din genul Phytomyza, familia Agromyzidae, descrisă de Mitsuhiro Sasakawa în anul 1953. Conform Catalogue of Life specia Phytomyza japonica nu are subspecii cunoscute.